# James H. Bramble
Pour les articles homonymes, voir Bramble.
James Henry Bramble  est un mathématicien américain surtout connu comme coauteur du lemme de Bramble-Hilbert, qu'il a publié avec Stephen Hilbert en 1970.
Né à Annapolis le 1er décembre 1930, il a étudié à l'université Brown (BA en 1953) ; il a obtenu son PhD en 1958 à l'Université du Maryland. Il était professeur à l'Université Cornell (1968-1994) et ensuite professeur émérite à la Texas A&M University. 
Il a fait de nombreux séjours en tant que chercheur ou professeur invité à l'École polytechnique fédérale de Lausanne, à l'École polytechnique de Paris, à l'École polytechnique Chalmers, à l'Université de Rome. Il est docteur honoris causa de l'École polytechnique Chalmers.
Il est connu pour ses contributions fondamentales dans le développement de la méthode des éléments finis, dont le lemme de Bramble–Hilbert, et dans celui des méthodes de décomposition de domaines (en) et des méthodes multigrille (en).
Bramble meurt le 20 juillet 2021 à Austin dans le Texas à l'âge de 90 ans.